# Jeevan Jayasinghe
Pour les articles homonymes, voir Jayasinghe.
Jeevan Jayasinghe, né le 25 juillet 1986,, est un coureur cycliste srilankais.

## Biographie
En 2014, Jeevan Jayasinghe représente son pays aux Jeux du Commonwealth, organisés à Glasgow. L'année suivante, il se classe deuxième du championnat du Sri Lanka sur route.
Lors des Jeux sud-asiatiques de 2016, il se distingue en remportant l'or dans le critérium et la course en ligne.

## Palmarès
- 2011
  - 3e étape de l'Air Force Cycle Tour
  - 2e étape du  Tour of Sri Lanka Youth
- 2012
  - Air Force Cycle Tour :
    - Classement général
    - 2e étape
- 2014
  - 2e et 3e étapes du Deyata Kirula Cycle Tour
- 2015
  - 2e étape de l'Air Force Cycle Tour
  - 2e du championnat du Sri Lanka sur route
- 2016
  -  Médaillé d'or du critérium aux Jeux sud-asiatiques
  -  Médaillé d'or de la course en ligne aux Jeux sud-asiatiques
  - 3e étape de l'Air Force Cycle Tour
  - 4e étape de la SLT SpeedUp Sawariya
  - 3e de la SLT SpeedUp Sawariya
- 2019
  - 5e étape de la SLT SpeedUp Sawariya